# سيجي كامي
سيجي كامي (باليابانية: 加見 成司) (مواليد 3 سبتمبر 1972)، هو لاعب كرة قدم سابق كان يلعب كمدافع.